# Emil Forsberg
Emil Peter Forsberg (Sundsvall, 23 de octubre de 1991) es un futbolista sueco que juega como centrocampista en el New York Red Bulls de la Major League Soccer.

## Trayectoria

### GIF Sundsvall
Forsberg comenzó su carrera en el GIF Sundsvall y se unió al primer equipo en 2009, cuando el club estaba jugando en la segunda división del fútbol de Suecia, la Superettan. Luego pasó a préstamo al Medskogsbron BK. Marcó dos goles en su primer partido, pero después de su segundo partido fue llamado de vuelta al GIF Sundsvall. Luego pasó a jugar varios partidos en su primera temporada. En su segunda temporada en el club, se había convertido en un jugador titular en el once inicial del GIF Sundsvall y jugó todos los partidos de la temporada 2010. Forsberg había comenzado a convertir goles durante su segunda temporada en el club, pero mejoró su rendimiento en la temporada 2011, cuando anotó 11 goles en 27 partidos, logrando que su club ascendiera a la Allsvenskan. En su primera temporada en la Allsvenskan, Forsberg jugó 21 partidos y anotó 6 goles, sin embargo, el GIF Sundsvall fue relegado a la Superettan una vez más después de perder los play-off de descenso contra el Halmstads BK.

### Malmö FF
El 10 de diciembre de 2012, Forsberg fue presentado como jugador del Malmö. Se unió al club el 1 de enero de 2013, cuando el mercado de transferencias se inauguró en Suecia. Forsberg firmó un contrato de cuatro años. Su primera temporada en el club demostró ser un éxito ya que jugó 28 partidos y anotó cinco goles para el club, ganando la liga. También jugó todos los partidos para el club durante la etapa de clasificación para la Liga Europea de la UEFA 2013-14 y marcó dos goles. También participó en todos los partidos del club en la Liga de Campeones de la UEFA 2014-15 en la que el Malmö se clasificó para la fase de grupos. Como reconocimiento, Forsberg ganó el premio al centrocampista del año de la Allsvenskan.

### RB Leipzig
En enero de 2015 fichó por el R. B. Leipzig alemán. En los nueve años que estuvo ayudó al equipo a ascender a la 1. Bundesliga y a ganar en dos ocasiones la Copa de Alemania y una Supercopa. Jugó más de 300 partidos, en los que marcó 71 goles, y coincidiendo con el inicio del año 2024 se marchó al New York Red Bulls.

## Selección nacional
Jugó con la selección sub-19. En 2015 hizo su debut con la selección absoluta en un partido contra Moldavia.
Jugó la fase de clasificación para el Mundial de Rusia 2018. El 4 de junio de 2018 fue seleccionado para jugar la competencia. Disputó todos los partidos de su selección y convirtió un gol en los octavos de final frente a Suiza, el único del partido.

### Participaciones en Copas del Mundo
| Mundial           | Sede  | Resultado        | Partidos | Goles |
| ----------------- | ----- | ---------------- | -------- | ----- |
| Copa Mundial 2018 | Rusia | Cuartos de final | 5        | 1     |

### Participaciones en Eurocopas
| Copa          | Sede    | Resultado        | Partidos | Goles |
| ------------- | ------- | ---------------- | -------- | ----- |
| Eurocopa 2016 | Francia | Primera fase     | 3        | 0     |
| Eurocopa 2020 | Europa  | Octavos de final | 4        | 4     |

### Goles internacionales
| # | Fecha                   | Estadio                               | Oponente  | Gol | Resultado | Competición                                          |
| - | ----------------------- | ------------------------------------- | --------- | --- | --------- | ---------------------------------------------------- |
| 1 | 14 de noviembre de 2015 | Friends Arena, Solna, Suecia          | Dinamarca | 1-0 | 2-1       | Clasificación para la Eurocopa 2016                  |
| 2 | 5 de junio de 2016      | Friends Arena, Solna, Suecia          | Gales     | 1-0 | 3-0       | Amistoso                                             |
| 3 | 11 de noviembre de 2016 | Stade de France, Saint-Denis, Francia | Francia   | 0-1 | 2-1       | Clasificación para la Copa Mundial de Fútbol de 2018 |

## Estadísticas

### Clubes
Actualizado al último partido disputado el 13 de agosto de 2025.
| Club                              | Div.          | Temporada     | Liga  | Liga  | Copas nacionales | Copas nacionales | Copas internacionales | Copas internacionales | Total | Total |
| Club                              | Div.          | Temporada     | Part. | Goles | Part.            | Goles            | Part.                 | Goles                 | Part. | Goles |
| --------------------------------- | ------------- | ------------- | ----- | ----- | ---------------- | ---------------- | --------------------- | --------------------- | ----- | ----- |
| GIF Sundsvall · Suecia            | 2.ª           | 2009          | 19    | 1     | 1                | 0                | ―                     | ―                     | 20    | 1     |
| GIF Sundsvall · Suecia            | 2.ª           | 2010          | 32    | 6     | 2                | 0                | ―                     | ―                     | 34    | 6     |
| GIF Sundsvall · Suecia            | 2.ª           | 2011          | 27    | 11    | 2                | 3                | ―                     | ―                     | 29    | 14    |
| GIF Sundsvall · Suecia            | 1.ª           | 2012          | 22    | 6     | 1                | 0                | ―                     | ―                     | 23    | 6     |
| GIF Sundsvall · Suecia            | Total club    | Total club    | 100   | 24    | 6                | 3                | 0                     | 0                     | 106   | 27    |
| Malmö FF · Suecia                 | 1.ª           | 2013          | 28    | 5     | 5                | 2                | 6                     | 2                     | 39    | 9     |
| Malmö FF · Suecia                 | 1.ª           | 2014          | 29    | 14    | 6                | 3                | 12                    | 2                     | 47    | 19    |
| Malmö FF · Suecia                 | Total club    | Total club    | 57    | 19    | 11               | 5                | 18                    | 4                     | 86    | 28    |
| R. B. Leipzig · Alemania          | 2.ª           | 2014-15       | 14    | 0     | 1                | 0                | ―                     | ―                     | 15    | 0     |
| R. B. Leipzig · Alemania          | 2.ª           | 2015-16       | 32    | 8     | 1                | 0                | ―                     | ―                     | 33    | 8     |
| R. B. Leipzig · Alemania          | 1.ª           | 2016-17       | 30    | 8     | 1                | 0                | ―                     | ―                     | 31    | 8     |
| R. B. Leipzig · Alemania          | 1.ª           | 2017-18       | 21    | 2     | 1                | 1                | 11                    | 2                     | 33    | 5     |
| R. B. Leipzig · Alemania          | 1.ª           | 2018-19       | 20    | 4     | 4                | 2                | 5                     | 1                     | 29    | 7     |
| R. B. Leipzig · Alemania          | 1.ª           | 2019-20       | 22    | 5     | 1                | 1                | 9                     | 4                     | 32    | 10    |
| R. B. Leipzig · Alemania          | 1.ª           | 2020-21       | 29    | 7     | 5                | 1                | 7                     | 1                     | 41    | 9     |
| R. B. Leipzig · Alemania          | 1.ª           | 2021-22       | 31    | 6     | 5                | 1                | 10                    | 4                     | 46    | 11    |
| R. B. Leipzig · Alemania          | 1.ª           | 2022-23       | 30    | 6     | 5                | 2                | 8                     | 1                     | 43    | 9     |
| R. B. Leipzig · Alemania          | 1.ª           | 2023-24       | 14    | 2     | 2                | 1                | 6                     | 1                     | 22    | 4     |
| R. B. Leipzig · Alemania          | Total club    | Total club    | 243   | 48    | 26               | 9                | 56                    | 14                    | 325   | 71    |
| New York Red Bulls Estados Unidos | 1.ª           | 2024          | 24    | 10    | —                | —                | 0                     | 0                     | 24    | 10    |
| New York Red Bulls Estados Unidos | 1.ª           | 2025          | 25    | 9     | 3                | 1                | 3                     | 1                     | 31    | 11    |
| New York Red Bulls Estados Unidos | Total club    | Total club    | 49    | 19    | 3                | 1                | 3                     | 1                     | 55    | 21    |
| Total carrera                     | Total carrera | Total carrera | 449   | 110   | 46               | 18               | 77                    | 19                    | 572   | 147   |

## Palmarés

### Campeonatos nacionales
| Título                | Club          | País     | Año  |
| --------------------- | ------------- | -------- | ---- |
| Allsvenskan           | Malmö FF      | Suecia   | 2013 |
| Supercopa de Suecia   | Malmö FF      | Suecia   | 2013 |
| Allsvenskan           | Malmö FF      | Suecia   | 2014 |
| Supercopa de Suecia   | Malmö FF      | Suecia   | 2014 |
| Copa de Alemania      | R. B. Leipzig | Alemania | 2022 |
| Copa de Alemania      | R. B. Leipzig | Alemania | 2023 |
| Supercopa de Alemania | R. B. Leipzig | Alemania | 2023 |

### Distinciones individuales
| Distinción                                     | Año  |
| ---------------------------------------------- | ---- |
| MVP contra Suiza en la Copa Mundial de Fútbol. | 2018 |
| MVP contra Polonia en la Eurocopa.             | 2020 |